# Campeonato caboverdiano de fútbol 2009
El Campeonato caboverdiano de fútbol 2009 es la 30ª edición desde la independencia de Cabo Verde. Empezó el 16 de abril de 2009 y terminó el 11 de julio de 2009. El torneo lo organiza la Federación caboverdiana de fútbol (FCF).
Sporting Clube da Praia es el equipo defensor del título. Un total de 12 equipos participaron en la competición, el campeón de la edición anterior y los campeones de las 11 ligas regionales.

## Equipos participantes
- Sporting Clube da Praia Campeón del Campeonato caboverdiano de fútbol 2008
- Académica Operária Campeón del Campeonato regional de Boavista
- Morabeza Campeón del Campeonato regional de Brava
- Vulcânicos Campeón del Campeonato regional de Fogo
- Onze Unidos; campeón del Campeonato Regional de Fútbol de Maio
- Santa Maria Campeón del Campeonato regional de Sal
- Foguetões Campeón del Campeonato regional de Santo Antão Norte
- Sporting Clube do Porto Novo Campeón del Campeonato regional de Santo Antão Sur
- FC Ultramarina Campeón del Campeonato regional de São Nicolau
- CS Mindelense Campeón del Campeonato regional de São Vicente
- Estrela dos Amadores Campeón del Campeonato regional de Santiago Norte
- Académica da Praia Campeón del Campeonato regional de Santiago Sur

### Información de los equipos
| Equipo                       | Localidad               | Estadio                  |
| ---------------------------- | ----------------------- | ------------------------ |
| Académica Operária           | Sal Rei                 | Arsénio Ramos            |
| Académica da Praia           | Praia                   | Várzea                   |
| Estrela dos Amadores         | Tarrafal                | Tafarral                 |
| Foguetões                    | Paul                    | Municipal Amílcar Cabral |
| CS Mindelense                | Mindelo                 | Adérito Sena             |
| Morabeza                     | Nova Sintra             | Aquiles de Oliveira      |
| Onze Unidos                  | n/d                     | 20 de Janeiro            |
| Santa Maria                  | Santa Maria             | Marcelo Leitão           |
| Sporting Clube do Porto Novo | Porto Novo              | Municipal Amílcar Cabral |
| Sporting Clube da Praia      | Praia                   | Várzea                   |
| FC Ultramarina               | Tarrafal de São Nicolau | Campo do Tarrafal        |
| Vulcânicos                   | São Filipe              | Estadio 5 de Julho       |

## Tabla de posiciones
Grupo A
|   | Equipo             | PJ | PG | PE | PP | GF | GC | DG  | PTS |
| - | ------------------ | -- | -- | -- | -- | -- | -- | --- | --- |
| 1 | Académica da Praia | 5  | 4  | 1  | 0  | 10 | 5  | +5  | 13  |
| 2 | CS Mindelense      | 5  | 4  | 0  | 1  | 13 | 4  | +9  | 12  |
| 3 | FC Ultramarina     | 5  | 2  | 1  | 2  | 11 | 6  | +5  | 7   |
| 4 | Onze Unidos        | 5  | 2  | 1  | 2  | 5  | 5  | 0   | 7   |
| 5 | Santa Maria        | 5  | 0  | 2  | 3  | 6  | 13 | -7  | 2   |
| 6 | Foguetões          | 5  | 0  | 1  | 4  | 3  | 15 | -12 | 1   |

Grupo B
|   | Equipo                       | PJ | PG | PE | PP | GF | GC | DG | PTS |
| - | ---------------------------- | -- | -- | -- | -- | -- | -- | -- | --- |
| 1 | Sporting Clube da Praia      | 5  | 4  | 1  | 0  | 11 | 1  | +7 | 12  |
| 2 | Sporting Clube do Porto Novo | 5  | 3  | 0  | 2  | 9  | 6  | +3 | 9   |
| 3 | Morabeza                     | 5  | 2  | 1  | 2  | 4  | 8  | -4 | 7   |
| 4 | Vulcânicos                   | 5  | 2  | 1  | 2  | 3  | 4  | -1 | 7   |
| 5 | Estrela dos Amadores         | 5  | 2  | 0  | 3  | 7  | 8  | -1 | 6   |
| 6 | Académica Operária           | 5  | 0  | 1  | 4  | 2  | 9  | -7 | 1   |

(C) Clasificado

## Resultados
| Mindelense          | 2 - 0 | Onze Unidos        | 16 de mayo |
| Foguetões           | 0 - 1 | Académica Praia    | 17 de mayo |
| Ultramarina         | 4 - 0 | Santa Maria        | 9 de junio |
| Sporting Praia      | 0 - 0 | Vulcânico          | 16 de mayo |
| Sporting Porto Novo | 2 - 0 | Académica Operária | 16 de mayo |
| Morabeza            | 2 - 1 | Estrela Amadores   | 17 de mayo |

| Santa Maria        | 1 - 2 | Mindelense          | 23 de mayo |
| Onze Unidos        | 1 - 0 | Foguetões           | 23 de mayo |
| Académica Praia    | 3 - 1 | Ultramarina         | 23 de mayo |
| Académica Operária | 1 - 3 | Sporting Praia      | 23 de mayo |
| Vulcânico          | 0 - 2 | Morabeza            | 24 de mayo |
| Estrela Amadores   | 3 - 2 | Sporting Porto Novo | 24 de mayo |

| Foguetões           | 3 - 3 | Santa Maria        | 30 de mayo |
| Académica Praia     | 2 - 1 | Onze Unidos        | 30 de mayo |
| Ultramarina         | 1 - 2 | Mindelense         | 31 de mayo |
| Sporting Porto Novo | 0 - 3 | Sporting Praia     | 30 de mayo |
| Estrela Amadores    | 0 - 2 | Vulcânico          | 30 de mayo |
| Morabeza            | 0 - 0 | Académica Operária | 31 de mayo |

| Académica Praia  | 2 - 2 | Santa Maria         | 6 de junio |
| Onze Unidos      | 1 - 1 | Ultramarina         | 6 de junio |
| Mindelense       | 6 - 0 | Foguetões           | 6 de junio |
| Vulcânico        | 0 - 2 | Sporting Porto Novo | 6 de junio |
| Estrela Amadores | 3 - 1 | Académica Operária  | 6 de junio |
| Sporting Praia   | 4 - 0 | Morabeza            | 7 de junio |

| Mindelense         | 1 - 2 | Académica Praia     | 13 de junio |
| Santa Maria        | 0 - 2 | Onze Unidos         | 13 de junio |
| Foguetões          | 0 - 4 | Ultramarina         | 13 de junio |
| Sporting Praia     | 1 - 0 | Estrela Amadores    | 13 de junio |
| Académica Operária | 0 - 1 | Vulcânico           | 13 de junio |
| Morabeza           | 0 - 3 | Sporting Porto Novo | 13 de junio |

## Fase Final
|  | Semifinales                  | Semifinales                  | Semifinales        | Semifinales | Semifinales |   |                         | Final                   | Final | Final | Final | Final |
|  |                              |                              |                    |             |             |   |                         |                         |       |       |       |       |
|  | CS Mindelense                | CS Mindelense                | 0                  | 0           | 0           |   |                         |                         |       |       |       |       |
|  | Sporting Clube da Praia      | Sporting Clube da Praia      | 0                  | 3           | 3           |   |                         |                         |       |       |       |       |
|  |                              |                              |                    |             |             |   | Sporting Clube da Praia | Sporting Clube da Praia | 2     | 1     | 3     |       |
|  |                              | Académica da Praia           | Académica da Praia | 0           | 1           | 1 |                         |                         |       |       |       |       |
|  | Sporting Clube do Porto Novo | Sporting Clube do Porto Novo | 1                  | 0           | 1           |   |                         |                         |       |       |       |       |
|  | Académica da Praia           | Académica da Praia           | 4                  | 0           | 4           |   |                         |                         |       |       |       |       |

### Semifinales
| 20 de junio de 2009 | CS Mindelense | 0:0 | Sporting Clube da Praia | Estadio Adérito Sena, Mindelo |  |
|                     |               |     |                         | Árbitro(s): Nelson Barbosa    |  |

| 20 de junio de 2009 | Sporting Clube do Porto Novo | 1:4 | Académica da Praia              | Municipal Amílcar Cabral, Porto Novo |                         |
|                     | Fogá 76'                     |     | Niki 32' · Gerson · Vando · 83' | Árbitro(s): Victor Lima              | Árbitro(s): Victor Lima |

| 27 de junio de 2009 | Sporting Clube da Praia               | 3:0 | CS Mindelense | Estadio de Várzea, Praia |                          |
|                     | Dário 18'(pen.) · Nuna 27' · Di I 72' |     |               | Árbitro(s): Mário Paixão | Árbitro(s): Mário Paixão |

| 28 de junio de 2009 | Académica da Praia | 0:0 | Sporting Clube do Porto Novo | Estadio de Várzea, Praia        |  |
|                     |                    |     |                              | Árbitro(s): Nilton César Medina |  |

### Final
| 4 de julio de 2009 | Sporting Clube da Praia | 2:0 | Académica da Praia | Estadio de Várzea, Praia |                         |
|                    | Nuna 48' 52'            |     |                    | Árbitro(s): Victor Lima  | Árbitro(s): Victor Lima |

| 11 de julio de 2009 | Académica da Praia | 1:1 | Sporting Clube da Praia | Estadio de Várzea, Praia      |                               |
|                     | Body 40'           |     | Nuna 49'                | Árbitro(s): António Rodrigues | Árbitro(s): António Rodrigues |

| Campeón Sporting Clube da Praia 8.o título |

## Estadísticas
- Mayor goleada: Mindelense 6 - 0 Foguetões (6 de junio)